# 2010년 키르기스스탄 혁명

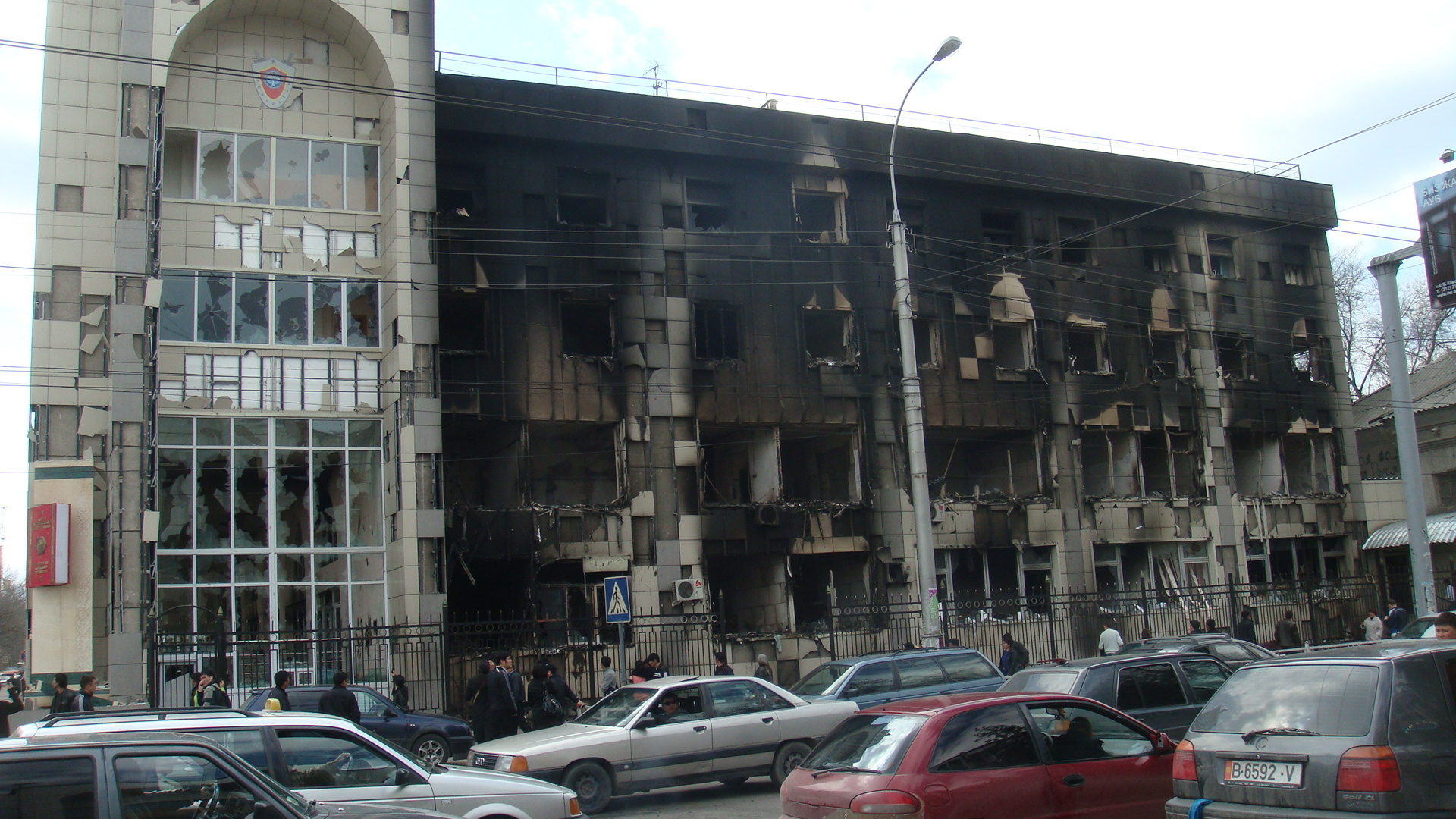
2010년 4월 8일 촬영. 방화로 화재를 당한 검찰청 진화 후의 모습

2010년 키르기스스탄 혁명은 2010년 4월 6일부터 12월 14일까지 키르기스스탄에서 일어난, 쿠르만베크 바키예프 정권 퇴임을 요구하는 야당 지지자들이 일으킨 폭동이다.